# Sphingonotus orissaensis
Sphingonotus orissaensis är en insektsart som beskrevs av Nicholas David Jago och Bhowmik 1990. Sphingonotus orissaensis ingår i släktet Sphingonotus och familjen gräshoppor. Inga underarter finns listade i Catalogue of Life.